# Oorlogswinter (boek)
Oorlogswinter is een jeugdboek over de Tweede Wereldoorlog van de Nederlandse schrijver Jan Terlouw, uitgegeven in 1972. De hoofdpersoon is Michiel, een (in het begin van het verhaal) 15-jarige jongen die tijdens de hongerwinter (1944-45) geleidelijk steeds meer betrokken raakt bij illegale activiteiten. Gaandeweg krijgt hij te maken met een enorme verantwoordelijkheid.

## Het verhaal
De vader van Michiel van Beusekom is burgemeester van het dorp De Vlank. Michiel kan door de oorlog niet meer naar school. Hij helpt zijn ouders nu met het verzorgen van de "trekkers" op doorreis die elke dag bij hen thuis komen rusten. Deze personen komen uit het hongerlijdende westen en zijn op zoek naar voedsel in het landelijke noordoosten.
Michiels buurjongen, Dirk Knopper, zit bij de ondergrondse. Dirk is van plan om samen met twee anderen het distributiekantoor in Lagezande te overvallen. Voor het geval er iets misgaat geeft hij aan Michiel een brief. Michiel verbergt de brief in het kippenhok. Als Dirk 's avonds bij de overval in een hinderlaag loopt en gevangen wordt genomen, moet Michiel de volgende dag de brief naar een ander lid van de ondergrondse, Bertus van Gelder ("Bertus Hardhorend") in Lagezande brengen. Door omstandigheden lukt dit pas een dag later, en dan blijkt Bertus ook al te zijn gearresteerd. Michiel besluit de brief nu zelf te lezen en ontdekt dat Dirk al enkele weken een gewonde Engelse piloot verbergt in een schuilplaats midden in het bos. De brief is een verzoek aan Bertus om de piloot te verzorgen, maar aangezien Bertus dit nu niet kan beseft Michiel dat hij nu degene is die deze taak op zich moet nemen.
Michiel vermoedt intussen dat Schafter, die ervan wordt verdacht lid te zijn van de NSB, de verrader is van Bertus, Dirk en de twee andere overvallers van het distributiekantoor.  Onderweg naar Bertus met de brief kwam Michiel Schafter toevallig tegen, maar Michiel liet niets tegenover Schafter los.
Michiel verzorgt de piloot, een jonge man genaamd Jack, die zit verborgen in een door Dirk aangelegd hol. Michiel besluit ondanks het gevaar om ook zijn oudere zus Erica te betrekken bij de verzorging van Jack, omdat zij een EHBO-cursus heeft gevolgd. Erica en Jack worden verliefd op elkaar. Jack leert gaandeweg, mede door toedoen van Erica, redelijk goed Nederlands te spreken. Het lukt Michiel om een brief aan Jacks moeder in Groot-Brittannië te krijgen dankzij de bemiddeling van "oom" Ben, een huisvriend die veel bij de Van Beusekoms over de vloer komt. Naar eigen zeggen is oom Ben in het verzet actief, waar hij zich vooral bezighoudt met het vervalsen van documenten.
De Duitsers vinden een dode soldaat in het bos vlak bij Jacks schuilplaats. Uit wraak gijzelen ze tien mensen uit het dorp, onder wie de burgemeester, die ze doodschieten samen met vier anderen. Alle tien gijzelaars doodschieten werd te riskant geacht, maar in ieder geval konden ze op deze manier van de burgemeester afkomen en een NSB´er in de plaats aanstellen.
Michiel raakt nog dieper betrokken bij de illegaliteit als hij twee vermomde joden, die uit een gevangenenkamp zijn ontsnapt en op een nacht bij de Van Beusekoms aanbelden, de IJssel overzet. Dit doet hij met behulp van het paard en wagen van de barones, de douairière Weddik Wansfeld. Zij misleidt de Duitsers die bij haar zijn ingekwartierd, zodat de pont op bepaalde momenten onbewaakt is. Onderweg komt Michiel Schafter weer tegen, die hij doelbewust negeert. De Duitsers proberen later de barones te arresteren, maar deze verzet zich totdat de Duitsers haar uiteindelijk doden. Ook de veerman wordt gearresteerd, en de officier die voor de bewaking van de pont verantwoordelijk is wordt gedegradeerd. Michiel heeft kort daarvoor Schafter gesproken, die iets in de gaten leek te hebben.
Dirk ontsnapt uiteindelijk, maar is in concentratiekamp Amersfoort gemarteld en is ernstig gewond geraakt aan zijn voeten. Desondanks is hij van Garderen, waar hij samen met acht anderen uit een trein is gesprongen, terug komen lopen naar De Vlank. Om ook hem van voedsel te kunnen voorzien, vraagt Michiel zijn buurvrouw, Dirks moeder dus, om elke week een voedselpakket klaar te maken voor haar zoon. Dirk blijft dan ondergedoken in hetzelfde hol als Jack. Per toeval komen Michiel en Erica erachter dat het Dirk is die de gevonden Duitse soldaat om het leven heeft gebracht toen die op het punt stond Jack dood te schieten. Dat maakt Dirk dus in zekere zin verantwoordelijk voor de dood van de burgemeester, de vader van Michiel en Erica, alsmede de vier andere gedoodde gijzelaars. In afschuw vluchten Erica en Michiel het hol uit, maar keren na overleg toch terug om Dirk zijn verhaal te laten afmaken. Dirk vertelt dat hij de dode soldaat in Jacks parachute had gewikkeld en begraven om zo duidelijk te maken dat het om een krijgshandeling en niet om een moord ging. Die parachute hadden de Duitsers echter niet aangetroffen. Dirk vertelt ook dat Schafter een ander lid is van de ondergrondse is, en dus best geweten kan hebben van de overval. Dan blijft het de vraag waarom Schafter, indien hij inderdaad als mol opereerde, de hele ondergrondse niet al lang heeft opgerold.
Michiel overlegt met een van de weinige personen die hij nog echt vertrouwt: oom Ben. Op advies van oom Ben verzint Michiel een list om Schafter door de mand te laten vallen: hij doet bij Schafter een briefje in de bus met daarop zogenaamd een geheime boodschap voor de Duitsers dat er in het gebouwtje van het Rode Kruis wapens verstopt zijn. Kort daarop doen de Duitsers inderdaad een inval in het gebouwtje. Die avond belt Schafter echter bij Michiel thuis aan; hij blijkt te weten dat het briefje van Michiel afkomstig was en verzekert Michiel dat alle verdenking die Michiel jegens hem koestert ongegrond is. Het briefje heeft hij, naar eigen zeggen, direct verfrommeld en in de kachel gegooid.
Als Jack redelijk genezen is en het bovendien net lente wordt, wil hij graag terug naar zijn luchtmachtbasis om weer mee te vechten. Michiel verzint een plan om Jack met hulp van oom Ben weg te smokkelen. Maar juist op het moment dat oom Ben Jack met Erica's hulp ophaalt in het hol waar Jack ondergedoken heeft gezeten, realiseert Michiel zich dat de verrader van Dirk, Bertus en de barones alleen oom Ben kan zijn. Een dag nadat Michiel oom Ben had verteld over de manier waarop de barones illegalen hielp ontsnappen, bleken de Duitsers ineens alles hierover te weten. Oom Ben heeft ook het gesprek tussen Michiel en Dirk in de schuur afgeluisterd. Op een andere manier konden de Duitsers onmogelijk alle details van de overval kennen. De avond dat Dirk werd gevangen heeft Michiel oom Ben – die op zoek was naar de brief – nog op zijn kamertje betrapt. De brief aan Jacks moeder kon zo snel worden verstuurd omdat oom Ben (die de voornoemde brief zelf blijkbaar niet heeft bekeken) met de Duitsers had afgesproken het Rode Kruis niet te hinderen. In Bens woordkeuze ontmoedigt hij op subtiele wijze een strijdlustige houding tegenover de Duitsers.
Michiel kan Jack en Ben nog net op tijd staande houden. Oom Ben wordt onder schot gehouden en met zijn drieën gaan ze terug naar het hol, waar Dirk nog is. Ben van Hierden − oom Bens echte naam −  blijkt bij ondervraging een fanatiek nationaalsocialist te zijn en had deze keer afgesproken Jack persoonlijk naar de Duitse commandant te brengen. Ben van Hierden wordt de volgende dag overgeleverd aan de leider van de ondergrondse van De Vlank, Michiels vroegere leraar meester Postma. Van Hierden ontsnapt, maar sterft vervolgens door een ontploffing veroorzaakt door een Britse Spitfire die een munitiewagen onder vuur neemt. Michiel en meester Postma weten de ramp te overleven dankzij eenmansgaten.
Nadat het dorp is bevrijd, komt Michiel erachter dat Schafter (die op het punt stond slachtoffer te worden van Bijltjesdag) juist een verzetsheld is: hij verborg drie joodse onderduikers. Zijn pro-Duitse houding was een dekmantel, en Schafter had in werkelijkheid drie jaar bij het verzet gezeten. Dankzij Schafters onderduikers die Michiel bij het huis van Schafter zagen, wist Schafter dat Michiel hem het briefje had toegespeeld. De inval was waarschijnlijk opgezet door Ben van Hierden die de list had geadviseerd en ook de enige was die verder van het briefje wist, om zo Michiels verdenking op Schafter af te wenden. Bertus Hardhorend keert terug naar huis, en de joodse vluchtelingen hebben ook de oorlog overleefd. Er zijn echter ook diepe wonden geslagen: een dienstplichtige die was gesneuveld op de Grebbeberg, de veerman die blijkt omgekomen in een Duits kamp, Michiels vader en de vier andere gijzelaars, de barones, en vele andere dorpsgenoten zijn omgekomen.
Tijdens een wandeling komen Dirk en Michiel de derde man van de overval tegen, Gert. Het blijkt dat Gert de parachute van Jack waarin Dirk de dode Duitse soldaat had gewikkeld om het op een oorlogshandeling te laten lijken, al eerder had gevonden en meegenomen. Goede stof was immers na dik 4 jaar oorlog schaars en ze konden de parachutestof goed gebruiken om kleren van te maken. Dirk en Michiel besluiten om het er niet openlijk met Gert over te hebben.

## Bekroningen
Het boek kreeg in 1973 de Gouden Griffel en verscheen in 1974 in de Honour List van de Hans Christian Andersen Award. Oorlogswinter werd onder dezelfde titel verfilmd door Martin Koolhoven.

## Achtergronden
Het verhaal van Oorlogswinter is grotendeels gebaseerd op Jan Terlouws eigen ervaringen als kind tijdens de Tweede Wereldoorlog:
- Jan Terlouw hielp zelf langskomende trekkers tijdens de hongerwinter.
- Terlouws eigen vader, die dominee was, sprak vaak troostende woorden, net als de dominee in het boek.
- Terlouw maakte zelf twee keer mee dat de Duitsers zijn vader gijzelden en dreigden hem dood te schieten.
- Een verhaal in het boek over een gezin waarvan de vader en de twee oudste zonen door de Duitsers worden doodgeschoten nadat er wapens zijn ontdekt, is gebaseerd op ware gebeurtenissen.
- De grootmoeder van Terlouws uitgever, Jean Christophe Boele, woonde in Brummen aan de IJssel, waar zij op dezelfde manier als de barones in het boek de Duitsers misleidde. Ook de personages Dirk en Schafter zijn gebaseerd op echt bestaande mensen, wiens identiteiten niet publiekelijk bekend zijn.

Het verhaal speelt zich af in een fictief deel van de noordelijke Veluwe. Sommige in het boek genoemde dorpen, zoals De Vlank en Lagezande, bestaan niet echt, terwijl andere plaatsnamen wel echt zijn. Terlouw deed dit omdat het boek wellicht te confronterend was geworden als alle genoemde plaatsen echt waren geweest.
Het verschil tussen 'goed' en 'fout' blijkt minder duidelijk dan het op het eerste gezicht lijkt. De vermeende verzetshelden Dries Grotendorst en oom Ben blijken respectievelijk een zwarthandelaar en een verrader te zijn. De echte helden in het verhaal zijn vooral degenen die er het minst mee te koop liepen: de vermeende NSB'er Schafter, de bescheiden schoolmeester Postma die in werkelijkheid het verzet leidt, Michiel zelf en zijn zus. Dirk is enerzijds een verzetsheld, maar anderzijds degene die indirect verantwoordelijk is voor de dood van de burgemeester. Daarnaast redt een Duitse soldaat, de grote vijand in de rest van het verhaal, het leven van Michiels broertje Jochem wanneer deze alleen op een compleet vermolmd dak klimt.
Het boek sluit af met de mededeling dat Michiel 43 jaar oud is, overeenkomend met het jaar waarin de eerste druk uitkwam, 1972. Sindsdien is er in vele landen gevochten, waaronder in Korea, Noord-Ierland en Vietnam. Het einde van de Tweede Wereldoorlog heeft wel vrede en vrijheid voor Nederland gebracht, maar geen wereldvrede.

## Televisie en film
In oktober 1975 begon de VARA met het uitzenden van de televisieserie Oorlogswinter, gebaseerd op het gelijknamige boek van Terlouw. Aart Staartjes regisseerde de serie, die populair werd bij zowel jeugd als volwassenen. Tot de acteurs behoorden Paul Röttger, Leontien Ceulemans, Lies Franken, Ton Lensink en Sacco van der Made. In 2006 werd de televisieserie op dvd uitgebracht.
De film Oorlogswinter, geregisseerd door Martin Koolhoven, ging in première op 27 november 2008. De film was succesvol in Nederland en België, en trok in Nederland meer dan 750.000 bezoekers in de bioscoop. In 2011 ging een gelijknamige musical in première. In 2020 bewerkte Theatergroep De Jonge Honden uit Zwolle het boek tot een theatervoorstelling, in samenwerking met Jan Terlouw.